# Mary Arthur McElroy
Mary McElroy (nata Arthur; Greenwich, 5 luglio 1841 – Albany, 8 gennaio 1917) è stata un'insegnante statunitense, sorella del 21º Presidente degli Stati Uniti Chester A. Arthur e First Lady durante la sua amministrazione (1881-1885) in quanto la moglie di Arthur, Ellen, era morta due anni prima.
Quando l'impegno come first lady terminò, McElroy tornò dalla sua famiglia ad Albany, New York, e in seguito lavorò in Irlanda per preservare la fattoria della famiglia Arthur. Ha gestito gli affari del fratello durante la sua malattia e dopo la sua morte, assumendosi la responsabilità del funerale e della sua eredità presidenziale. McElroy morì ad Albany nel 1917. Esiste poca ricerca scientifica sulla sua vita.

## Biografia
McElroy nacque a Greenwich, New York, l'ultima dei nove figli nati da William e Malvina S. Arthur. La madre di Arthur, Malvina Stone, nacque nel Vermont, figlia di George Washington Stone e Judith Stevens.  La famiglia di Malvina era principalmente di origine inglese e gallese, e suo nonno, Uriah Stone, combatté nell'esercito continentale durante la rivoluzione americana.  Suo padre, William Arthur, nacque a Dreen, Cullybackey, Contea di Antrim, Irlanda; si laureò a Belfast ed emigrò in Canada nel 1819 o 1820. Sua madre incontrò suo padre mentre William Arthur insegnava in una scuola a Dunham, Quebec, appena oltre il confine dal suo nativo Vermont.
McElroy frequentò la progressista Emma Willard School a Troy, New York, con l'intenzione di diventare un insegnante. Questa scuola offriva un'istruzione equivalente a quella delle scuole maschili; studiò storia, geografia, scienza e francese. Ad un certo punto McElroy insegnò in una scuola privata nella contea di Edgecombe, nella Carolina del Nord. Il 13 giugno 1861 sposò John Edward McElroy (1833-1915), figlio di William McElroy e Jane Mullen. John McElroy era un reverendo e un venditore di assicurazioni, presidente della Albany Insurance Company. Vissero ad Albany, New York, ed ebbero quattro figli: May (n. 1862), William (1864-1892), Jessie (1867-1934) e Charles (1873-1947).  Aiutò anche a crescere i figli di suo fratello Chester A. Arthur quando sua moglie, Nell Arthur, morì nel 1880. Era vicina alla figlia di Arthur, Nellie, incoraggiandola a perseguire la musica in onore di sua madre.

## First Lady degli Stati Uniti
Suo fratello Chester fu eletto vicepresidente nel 1880, e divenne presidente degli Stati Uniti dopo la morte del presidente James A. Garfield nel 1881. Nel gennaio 1883, il presidente Arthur, che era vedovo e quindi non c'era nessuna first lady alla Casa Bianca per il suo primo anno di presidenza,  le chiese di trasferirsi alla Casa Bianca per svolgere quel ruolo. Il debutto il 24 gennaio quando partecipò a una cena del corpo diplomatico. Da allora in poi tenne ricevimenti settimanali open-house in primavera e ruppe con la tradizione di sospendere gli eventi sociali durante la Quaresima.
McElroy presiedette molti eventi e chiese anche alle ex First Lady Julia Tyler e Harriet Lane di aiutarla a ricevere gli ospiti alla Casa Bianca. Poiché non era la moglie del presidente, McElroy ebbe più flessibilità per quanto riguarda i costumi sociali partecipando anche ad eventi sociali in luoghi divers dalla Casa Bianca. Il suo ultimo ricevimento avvenne il 28 febbraio 1885, una settimana prima della fine dell'amministrazione Arthur: 3.000 persone parteciparono (tra cui Adolphus Greely) con 48 figlie di funzionari e l'élite sociale che la assistettero. Durante il periodo di transizione presidenziale, McElroy fece amicizia con il suo successore Rose Cleveland, che sarebbe stata anche la sorella di un presidente non sposato.  Il suo ultimo giorno come First Lady della Casa Bianca, McElroy tenne un pranzo per Cleveland.

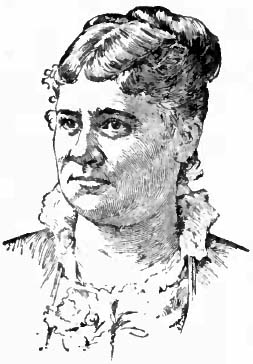
Schizzo di McElroy (1914)

Quando Arthur lasciò la Casa Bianca, McElroy rimase con lui a Washington per diverse settimane. Prima che McElroy tornasse ad Albany, il senatore George H. Pendleton e sua moglie ebbero un ricevimento d'addio in suo onore. Nel 1886, McElroy si recò in Irlanda per incontrare la famiglia e contribuì a preservare la fattoria di famiglia come sito storico. Nel febbraio 1886, Arthur si ammalò gravemente, e McElroy lasciò Albany per stare con lui. Dopo la sua morte, nello stesso anno, McElroy divenne il tutore legale di sua figlia e si prese anche la responsabilità della sua eredità, organizzando i suoi documenti presidenziali e inaugurando la sua statua a Madison Square.

### La morte
McElroy e suo marito sostenevano i diritti civili degli afroamericani e ospitarono Booker T. Washington nella loro casa di Albany nel giugno 1900. McElroy si oppose al movimento per il suffragio femminile e fu membro dell'Associazione Albany Opposed to Women’s Suffrage.  McElroy morì l'8 gennaio 1917, all'età di 75 anni ad Albany e fu sepolta nel cimitero rurale di Albany.

### Eredità
McElroy non è stata al centro di significative ricerche storiche. Questo è in parte a causa del suo tempo limitato come First Lady della Casa Bianca e in parte a causa della relativamente poca attenzione scientifica sulla presidenza del fratello.  Gli storici la lodano per il suo rapido adattamento alla vita della Casa Bianca.
Nel 1982, l'Istituto di Ricerca del Siena College chiese agli storici di valutare le first lady americane, inclusa McElroy. Il primo sondaggio, da allora condotto periodicamente, classifica le prime donne secondo un punteggio cumulativo sui criteri indipendenti del loro background, valore per il paese, intelligenza, coraggio, realizzazioni, integrità, leadership. Nell'indagine del 1982, su 42 prime donne, McElroy era la 25a più apprezzata tra gli storici.